# ロングターム証券取引所
ロングターム証券取引所（ロングタームしょうけんとりひきじょ、英語: Long-Term Stock Exchange、LTSE）は、アメリカ合衆国の証券取引所。企業に長期的な視点に立った経営を促し、株主にも長期保有を促すことを目指すことを目的として、2019年5月に証券取引委員会（SEC）に承認登録された。

## 概要
LTSEのプロジェクトは、2011年に著書『リーン・スタートアップ』の中で、「企業が持続的な事業を計画し、長期的な投資家に対して持続可能な事業を提案するエコシステムを構築するべきだ」と主張する、エリック・リースによって始動した。リースは連続起業家であり、スタートアップ企業の新たなマネジメント手法を提唱したことで知られている。
リースは当初、米国の資本市場で顕著にみられる株主利益至上主義が経営の短期志向につながっているとして、株主の保有期間の長さに比例して議決権が増加する仕組み（tenure voting）の採用をLTSEへの上場要件とする構想を目玉として打ち出した。
しかし、株主平等原則に反するという反対論が根強く、この構想は実現しなかった。
代わりに、幅広いステークホルダーへの配慮と成功の鍵となる役割を果たすこと、長期的な意思決定の重視や長期的な整合性、長期的な戦略の策定・監督、長期保有株主との建設的な対話の5つの原則を企業に遵守させることとし、自市場でIPOを行う企業に対応方針の公表を義務付け、違反した場合、証券詐欺と同様の罪に問われる仕組みとした。
企業は、LTSEの子会社LTSEソフトウェアが開発したソフトウェアVery Simple Marketにより、目標の達成状況や株主基盤を把握することができ、身元を明かすことに同意した株主はよりおおきな影響力が行使可能となる。